# Saussan

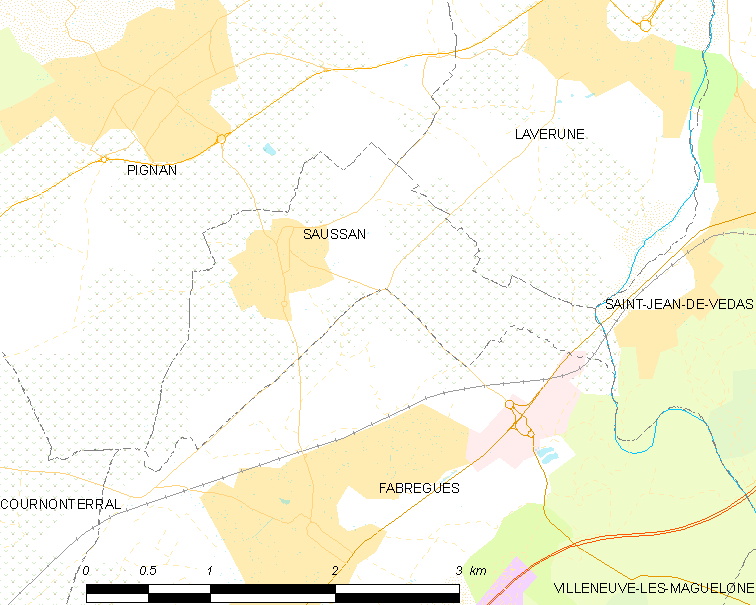
Mapa de Saussan.

 Saussan  es una población y comuna francesa, situada en la región de Occitania, departamento de Hérault, en el distrito de Montpellier y cantón de Pignan.

## Demografía
| 336 | 425 | 526 | 808 | 1166 | 1445 | 1439 |
| Para los censos de 1962 a 1999 la población legal corresponde a la población sin duplicidades (Fuente: INSEE [Consultar]) |     |     |     |      |      |      |